# Odczulanie
Odczulanie, odwrażliwianie, desensybilizacja (łac.) – podawanie małych dawek alergenu, stopniowo coraz większych. Zastosowana po raz pierwszy przez Freemana i Noona  w 1911 roku.

## Mechanizm działania
Mechanizm działania odczulania nie jest całkowicie jasny. Przypuszcza się, że cykliczne podawanie alergenu powoduje zmianę przeciwciał reagujących z alergenem: zamiast IgE są to IgG oraz IgA, które nie powodują reakcji alergicznej. Już na początkowych etapach terapii obserwuje się zmniejszenie aktywności komórek tucznych i bazofilów. Ponadto pojawiają się alergeno-specyficzne limfocyty Treg, co prowadzi do supresji proliferacji limfocytów T i odpowiedzi cytokinowej na antygen. Szczepionki zawierające alergen podaje się różnymi drogami: jako wstrzyknięcia podskórne i śródskórne, doustnie i podjęzykowo oraz w postaci inhalacji[niewiarygodne źródło?].

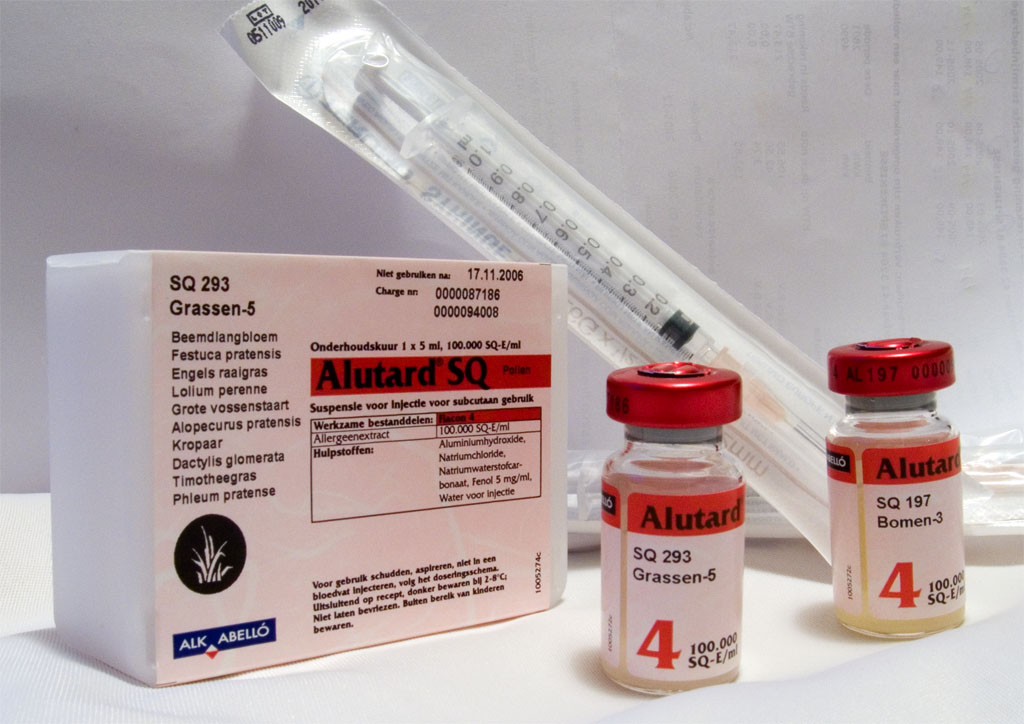
Przykładowa szczepionka do immunoterapii (zawierająca alergeny pyłków traw)